# Cryptorhopalum vianai
Cryptorhopalum vianai is een keversoort uit de familie spektorren (Dermestidae). De wetenschappelijke naam van de soort werd in 1940 gepubliceerd door Maurice Pic.